# Zehntablösung in Nassau
Die Zehntablösung in Nassau wurde durch die Zehntgesetze von 1840 und 1848 in die Wege geleitet. Damit wurde der Zehnt im Herzogtum Nassau abgeschafft – ein Prozess, der bis zum Jahr 1897 andauerte.

## Der Zehnt in Nassau
Gläubiger der Zehntleistung, einer aus dem Mittelalter herrührenden Abgabe, waren Grund- und Zehntherrn. In Nassau war der größte Zehntherr die Herzogliche Domänenverwaltung. Hinzu traten als Berechtigte Adelige, Privatpersonen, Pfarreien und Schulen.

## Der Weg zur Abschaffung des Zehnten
Bereits 1817 versprach die nassauische Regierung in einem Edikt die „Ablösung der Zehnten, Grundbelastungen und Servituten“. Damit entsprach Nassau dem Zeitgeist. Im Königreich Westphalen hatte 1807 die Verfassung und 1809 ein Ablösegesetz eine Ablösemöglichkeit für Zehntpflichtige gegen die Zahlung des 25-fachen Jahresertrags geschaffen. Im Nassau benachbarten Großherzogtum Hessen wurde die Zehntablösung so energisch betrieben, dass die Zehntablösung 1829 in Oberhessen bis auf vier Fälle eingeleitet war. In Nassau hingegen blieb es zunächst einmal bei dem Versprechen.
Infolge der Julirevolution von 1830 wurde in weiteren Staaten der Zehnte abgeschafft, so 1832 im Königreich Sachsen (in der Literatur als musterhaft beschrieben) und 1833 in Baden (siehe Zehntablösung in Baden). In Nassau dagegen lehnte Herzog Wilhelm I. die Zehntablösung ab, da er die Domäneneinnahmen als ihm zustehend betrachtete (die Landstände des Herzogtums Nassau sahen das anders, was zum Nassauischen Domänenstreit führte).

### Zehntgesetz von 1840
Erst der Tod Herzog Wilhelms I. im August 1839 und der Amtsantritt von Herzog Adolph änderte die Situation. Als einer der letzten deutschen Staaten regelte Nassau im Edikt von 29. Januar 1840 die Ablösung des Zehnten. Das Gesetz sah Folgendes vor:
- Die Ablösung des Zehnten war grundsätzlich möglich.
- Die Ablösung war freiwillig. Es bestand kein Rechtsanspruch darauf und kein Zwang hierzu.
- Die Entschädigung betrug die 25-fache Summe des jährlichen Zehntertrags.

Da die wenigsten der Zehntschuldner das notwendige Kapital für die Ablösung besaßen, wurde die Landes-Credit-Casse Nassau gegründet. Diese hatte die Aufgabe, die Ablösekapitalien als Kredit zur Verfügung zu stellen.
Das Angebot wurde vielfach angenommen. Bis Ende 1843 waren von den 146.500 ha zehntpflichtigen Landes 96.500 ha abgelöst. Die Refinanzierung der Landes-Credit-Casse Nassau erwies sich als einfacher als erwartet. Lediglich ein Drittel der Zehntempfänger ließ sich die Ablöse bar auszahlen. Alle anderen ließen das Kapital bei der Sparkasse als Einlage stehen (zu 5 % Zinsen). Zum 31. Dezember 1847 bestand in der Bilanz der Sparkasse eine Forderung aus Zehntablösungen in Höhe von 6,2 Mio. Gulden.

### Zehntgesetz von 1848
Das Jahr 1847 führte zu einer Missernte. Hierdurch wurde es vielen Bauern erschwert, ihren Verpflichtungen gegenüber der Sparkasse nachzukommen. In der Märzrevolution 1848 wurde daher auch das Thema Zehntablösung erneut diskutiert.
Die Regierung August Hergenhahn schlug eine Gesetzesregelung vor, nach dem ein Rechtsanspruch zur Zehntablösung zum 16-fachen des jährlichen Zehntertrags vorgesehen war. Begründet wurde dies damit, dass dies der Restschuld derjenigen entspräche, die die Ablösung nach altem Recht vorgenommen hatte. Die Differenz der Entschädigung der Zehntbegünstigten sollte der Staat zahlen. Die Ständeversammlung folgte dieser Vorlage aber nicht, sondern verabschiedete am 17. August 1848 ein Gesetz, das ein Recht auf Ablöse zum 12-fachen des jährlichen Zehntertrags vorsah.
Gegen dieses Gesetz gab es nicht nur Widerspruch durch die Regierung, sondern auch aus dem Volk. Insbesondere im Westerwald gab es breite Landstriche, in denen der Zehnte keine Rolle spielte. Die dortige Bevölkerung befürchte Steuererhöhungen durch die großzügigere Regelung des Landtags. Zahlreiche Petitionen erreichten den Landtag und trugen mit dazu bei, dass sich Parlament und Regierung auf einen Kompromiss einigten. Am 24. Dezember 1848 verabschiedete die Ständeversammlung das Gesetz endgültig, das die Entschädigung zum 14-fachen des jährlichen Zehntertrags festlegte.
Auch in der Reaktionsära wurde das Gesetz nicht mehr geändert. 1856 wurde es sogar noch einmal erweitert: Nun war auch die Ablösung der Erbleihegüter möglich. Hierbei handelte es sich um Güter, die im Erbfall nur mit Zustimmung des Grundherren und gegen zusätzliche Zahlung vererbt werden konnten.
Die praktische Abwicklung der Zehntablösung in Nassau verlief weiter schleppend. Erst im Jahr 1897 – das Herzogtum Nassau hatte bereits seit mehr als 30 Jahren nicht mehr existiert und war durch das Königreich Preußen annektiert – wurden die letzten Raten der Zehntablösung gezahlt.